# Prospalta pulverosa
Prospalta pulverosa là một loài bướm đêm trong họ Noctuidae.